# Nový Šaldorf-Sedlešovice
Nový Šaldorf-Sedlešovice település Csehországban, a Znojmói járásban. Nový Šaldorf-Sedlešovice Znojmo, Havraníky és Chvalovice településekkel határos. Lakosainak száma 1810 fő (2024. január 1.).

## Népesség
A település lakosságának változását az alábbi diagram mutatja:
| Lakosok száma | 1119 | 1250 | 1194 | 873  | 886  | 875  | 1526 | 1558 | 1697 | 1810 |
|               | 1869 | 1890 | 1921 | 1950 | 1980 | 2001 | 2017 | 2019 | 2022 | 2024 |